# Hamdan ibn Hamdun
Hamdan ibn Hamdun ibn al-Harith al-Taghlibi est un chef arabe de la tribu des Banu Taghlib, venant de la Jazira et l'un des premiers membres connus de la famille des Hamdanides. Aux côtés d'autres chefs arabes locaux, il résiste aux tentatives des Abbassides de reprendre le contrôle de la Jazira dans les années 880. Ainsi, ils se joignent à la rébellion kharidjite de 866 à 896. Finalement, Hamdan ibn Hamdun est vaincu et capturé par le calife Al-Mutadid en 895, avant d'être libéré en récompense des services rendus par son fils Husayn au calife. 

## Biographie

Arbre généalogique des Hamdanides.

Sa famille appartient à la famille des Banu Taghlib, établie dans la Jazira dès avant les conquêtes musulmanes. Elle est particulièrement puissante dans la région de Mossoul qu'elle en vient à dominer à l'occasion de la décennie qualifiée d'Anarchie de Samarra (861-870). Les chefs des Banu Taghlib profitent alors de l'effondrement du gouvernement central abbasside pour affirmer leur autonomie. Hamdan apparaît pour la première fois en 868, alors qu'il combat aux côtés des Banu Taghlib lors de la rébellion kharidjite.
En 879, le gouvernement abbasside tente de réaffirmer son contrôle. Pour cela, il décide de placer à la tête de Mossoul non des chefs Taghlib mais un commandant turc du nom d'Ishaq ibn Kundajiq. Cela incite les chefs Taghlib, dont Hamdan ibn Hamdun, à rejoindre les rebelles kharidjites,. Hamdan devient alors un personnage important de la rébellion. Ainsi, il est mentionné parmi les principaux chefs arabes et kharidjites à l'occasion de la victoire califale remportée par Ibn Kundajiq en avril/mai 881, lors de laquelle l'armée rebelle est mise en déroute et poursuivie de Nisibe à Amid.
En 892, Al-Mutadid accède au trône califal et est déterminé à restaurer l'autorité abbasside sur la Jazira. Au cours d'une série de campagnes militaires, il soumet la plupart des chefs locaux mais Hamdan offre une résistance tenace. Tenant les forteresses de Mardin et Ardamucht (près de l'actuelle ville de Cizre), il est allié aux tribus kurdes résidant dans les montagnes au nord de la plaine de la Jazira. Cela lui permet de tenir jusqu'en 895. Cette année-là, le calife s'empare de Mardin puis d'Ardamucht, livrée par Husayn, le fils d'Hamdan. Ce dernier est contraint de fuir devant l'armée califale mais, après une « poursuite épique » (selon Hugh Kennedy), il finit par se rendre et est jeté en prison,.
Comme l'écrit Hugh N. Kennedy, « cette reddition semblait mettre un terme au destin de la famille des Hamdanides, comme cela était le cas pour les autres chefs locaux ». Toutefois, Husayn, le fils d'Hamdan, prend en main l'avenir familial. Il entre au service du calife et joue un rôle important dans la fin de la rébellion kharidjite en capturant son chef, Haroun al-Shari. Il est récompensé par le calife qui libère son père et lui donne le droit de lever son propre corps de cavaliers Taghlib. Dans les années qui suivent, il mène ce contingent dans diverses expéditions victorieuses qui en font l'un des commandants les plus importants du califat. Son influence grandissante lui permet de devenir, selon les termes de Kennedy, « l'intermédiaire entre le gouvernement central et les Arabes et les Kurdes de la Jazira ». Cela consolide la domination de sa famille dans la région et pose les fondations de l'ascension des Hamdanides, qui culmine sous ses deux neveux, Nasir al-Dawla, émir de Mossoul et Sayf al-Dawla, émir d'Alep,.